# Пилипенко Семен Якович
Се́мен Я́кович Пилипе́нко (1740—1787 — ?) — син Переяславського полкового осавула Якова Михайловича Пилипенко. Шляхтич. Службу розпочав з 10 березня 1757 р., з 10 квітня цього ж року — полковий канцелярист переяславський, з 1757 р. — військовий канцелярист ГВК, з 1759 р. військовий товариш, сотник басанський Переяславського полку (1770.16.04. — 1782), бунчуковий товариш (1781—1787 — ?). Можливо возний городиської сотні. Брав участь в турецькому і кримському походах.

## Маєтності
Мав підданих: 15 у с. Пилипчах, 7 у с. Ярешках Березанської сотні, в Березані 2, в Яготинській сотні в хуторі над р. Супойцем 10, на ранг — у с. Осовці 216, спадкових у с. Круполє — 3. В 1772 р. отримав рангову маєтність у спадок:
|  | 1772 года, 5 марта.—Совҍтъ слушалъ сенатскій докладъ о пожалованіи, по представленію генералъ-фельдмаршала графа Румянцева, малороссійскому есаулу Пилипенку, за его службу, ранговой его маетности въ потомственное его владҍніе. |

## Родина
Дружина.: Параскевія Іванівна Нестелій (1749 — ?), донька сотника басанського, потім абшитованого полкового хорунжого. Мали сина Івана